# باتريك ديكامب
باتريك ديكامب هو ممثل بلجيكي، ولد في 13 ديسمبر 1956 بمونس في بلجيكا.

## وصلات خارجية
- باتريك ديكامب على موقع IMDb (الإنجليزية)
- باتريك ديكامب على موقع ألو سيني (الفرنسية)
- باتريك ديكامب على موقع أول موفي (الإنجليزية)
- باتريك ديكامب على موقع قاعدة بيانات الأفلام السويدية (السويدية)
- باتريك ديكامب على موقع قاعدة بيانات الفيلم (الإنجليزية)
- باتريك ديكامب على موقع كينوبويسك (الروسية)